# 735 Marghanna

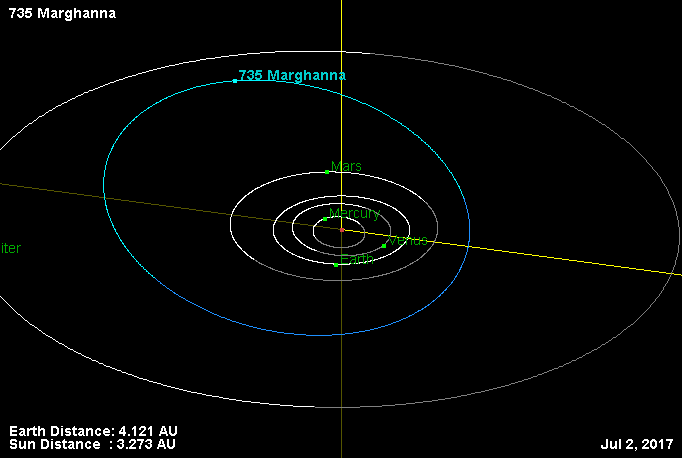
Orbita

735 Marghanna è un asteroide della fascia principale del diametro medio di circa 74,32 km. Scoperto nel 1912, presenta un'orbita caratterizzata da un semiasse maggiore pari a 2,7295151 UA e da un'eccentricità di 0,3215597, inclinata di 16,87947° rispetto all'eclittica.
Il suo nome è in onore di Margarete Vogt, la madre dello scopritore, e di Hanna, sua parente.